# Маслово (Калінінський район)
Маслово (рос. Маслово) — присілок в Калінінському районі Тверської області Російської Федерації.
Населення становить 22 особи. Входить до складу муніципального утворення Щербининське сільське поселення.

## Історія
Від 2005 року входить до складу муніципального утворення Щербининське сільське поселення.

## Населення
| 1859 | 1886 | 2002 | 2010 |
| ---- | ---- | ---- | ---- |
| 196  | ↘174 | ↘30  | ↘22  |